# Leif Blum

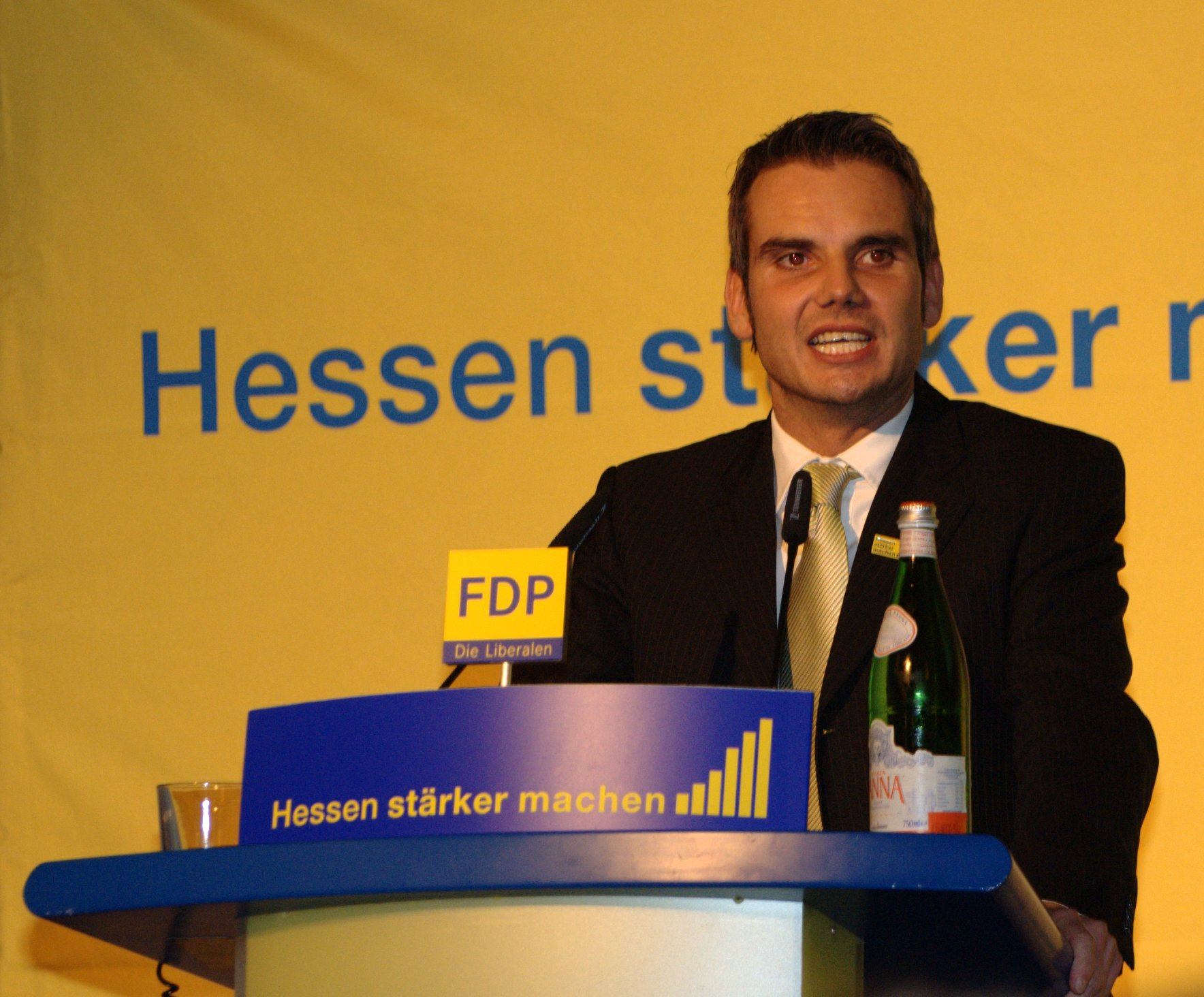
Leif Blum

Leif Blum (* 8. Januar 1975 in Darmstadt) ist ein deutscher Politiker (FDP) und Stadtverordneter von Darmstadt sowie ehemaliger Abgeordneter des Hessischen Landtags.

## Ausbildung und Beruf
Im Jahr 1991/1992 lebte Blum während eines Gastschulaufenthalts in Pittsburgh (USA). 1994 absolvierte er sein Abitur an der Georg-Büchner-Schule in Darmstadt und studierte 1995 bis 1999 Rechtswissenschaften in Mainz und Saarbrücken. In den Jahren 2000 bis 2002 absolvierte Blum den Juristischen Vorbereitungsdienst des Landes Hessen. Nach dem Referendariat legte er 2002 das zweite Staatsexamen ab. Seit 2003 arbeitet er als Partner einer interprofessionellen Steuerberatungssozietät in Ober-Ramstadt. Um seine verschiedenen Tätigkeiten neben seiner Mitgliedschaft im Landtag brandeten Ende des Jahres 2011 Diskussionen auf, da Blum vorgeworfen wurde, private Interessen im Rahmen seiner Mitgliedschaft im Landtag gefördert zu haben.
Leif Blum ist verheiratet.

## Politik
Blum ist seit 1999 Mitglied der FDP und seit 2005 Kreisvorsitzender der FDP in Darmstadt, außerdem Stellvertretender Vorsitzender des FDP-Bezirksverbandes Südhessen-Starkenburg. Seit der Kommunalwahl 2006 ist er Mitglied der Stadtverordnetenversammlung Darmstadt. Im Januar 2007 übernahm er den Vorsitz der FDP-Stadtverordnetenfraktion. Ebenfalls seit 2006 und erneut ab 2011 ist er Mitglied der FDP-Fraktion in der Regionalversammlung Südhessen. Nach der Kommunalwahl am 27. März 2011 in Hessen gehört Blum erneut der Stadtverordnetenversammlung als Stadtverordneter an. Bei den Kommunalwahlen von 2016 und 2021 wurde er wiedergewählt.
Bei der Landtagswahl am 27. Januar 2008 kandidierte er im Wahlkreis Darmstadt-Stadt II und wurde über die Landesliste in den Landtag gewählt. Leif Blum vertrat die Landtagsfraktion als finanz- und rechtspolitischer Sprecher im Haushalts- sowie im Rechtsausschuss des Hessischen Landtags. Bei der Neuwahl zum Hessischen Landtag am 18. Januar 2009 wurde er erneut über die Landesliste in den Landtag gewählt. Blum war Parlamentarischer Geschäftsführer der FDP-Fraktion im Hessischen Landtag und finanzpolitischer Sprecher der FDP-Fraktion, bis er beide Posten im März 2012 aufgrund von Ermittlungen wegen des Verdachts auf Steuerhinterziehung gegen ihn niederlegte. Seit dem 11. Februar 2010 leitete Leif Blum als Vorsitzender den Untersuchungsausschuss zur Aufklärung der sog. Steuerfahnder-Affäre. Den Vorsitz lässt Leif Blum seit dem 9. Dezember 2011 aufgrund von Ermittlungen wegen des Verdachts auf Steuerhinterziehung gegen ihn ebenfalls ruhen und hat diesen Anfang 2012 niedergelegt.
Für die darauf folgende Legislaturperiode in Hessen kündigte er an, sein Landtagsmandat niederzulegen, was er dann auch 2014 tat. Er wurde aber 2014 erneut zum Vorsitzenden des Kreisverbandes Darmstadt gewählt.
Als Head of Public Affairs & Government Relations ist er momentan in München tätig.
Von August 2018 bis April 2020 war Leif Blum Geschäftsführer der FDP-Fraktion im Hessischen Landtag.

## Ermittlungen wegen Steuerhinterziehung
Blum stand laut Staatsanwaltschaft Darmstadt 2012 im Verdacht, als Geschäftsführer der PDGaus Programmier- und Daten-Service GmbH in Ober-Ramstadt mehrere Jahre lang falsche Steuererklärungen abgegeben zu haben. So habe die Firma unter anderem möglicherweise zu wenig Umsatzsteuer bezahlt, so die Ermittler. Erbrachte Leistungen seien nicht angegeben und steuerlich abgerechnet worden, teilte die Staatsanwaltschaft mit, die nach eigenen Angaben „ohne Vorankündigung“ Blums Privaträume und die Büros des Ober-Ramstädter Unternehmens durchsucht hatte.
Am 14. März 2012 legte Blum deshalb sein Amt als Fraktionsgeschäftsführer der FDP-Landtagsfraktion nieder. Auch als steuer- und finanzpolitischer Sprecher der Fraktion trat er zurück, blieb aber Abgeordneter im Landtag. Zuvor hatte die FDP Darmstadt eine Mitgliederversammlung abgesagt, bei der Blum sich als Kreisvorsitzender wiederwählen lassen wollte. Ein Jahr später  erklärte Blum, auf eine erneute Kandidatur für den Hessischen Landtag zu verzichten.
Im März 2013 empfahl der Hauptausschuss des Hessischen Landtags, die politische Immunität Blums aufzuheben. Am 27. März 2013 stellte die Staatsanwaltschaft beim Amtsgericht Darmstadt den Antrag, Blum wegen Steuerhinterziehung mit Strafvorbehalt zu verwarnen. In der Folge wurde Blum wegen Steuerverkürzung zu einer Geldstrafe mit Strafvorbehalt und einer Geldbuße im Strafbefehlsweg verurteilt.